# Svjedoci
Svjedoci (croat: Sense testimonis) és una pel·lícula dramàtica croata dirigida per Vinko Brešan. Va ser llançada l'any 2003.

## Argument
La trama de la pel·lícula se centra a la ciutat de Karlovac el 1992, durant la Guerra d'Independència de Croàcia. Les línies del front, on les forces croates i sèrbies lluiten entre elles, es troben prop de la ciutat. Mentrestant, a la ciutat de Karlovac, el civil serbi Vasić és assassinat. La història segueix l'oficial de la policia local Barbir (Dražen Kühn), que intenta resoldre l'assassinat malgrat l'odi ètnic i la guerra que hi ha a prop.
El guió de la pel·lícula es basa en la novel·la de Jurica Pavičić de 1997 Ovce od gipsa, que al seu torn es va inspirar en un cas real de l'assassinat de la família Zec a Zagreb el 1991.

## Repartiment
- Leon Lučev com a Krešo
- Alma Prica com a Novinarka
- Mirjana Karanović com a Majka
- Dražen Kühn com a Barbir
- Krešimir Mikić com a Joško
- Marinko Prga com a Vojo
- Bojan Navojec com a Barić
- Ljubomir Kerekeš com el Dr. Matic
- Predrag 'Predjo' Vušović com a Ljubo
- Tarik Filipović com a Javni tužitelj
- Rene Bitorajac com Albanac
- Ivo Gregurevic com a Otac
- Vanja Drach com a Penzioner
- Helena Buljan com Susjeda

## Reconeixements
La pel·lícula s'ha presentat a la selecció oficial en competició durant el 54è Festival Internacional de Cinema de Berlín. Va ser escollida com a candidata de Croàcia a l'Oscar a la millor pel·lícula de parla no anglesa als Premis Oscar de 2003, però finalment no va ser nominada.